# 16e étape du Tour d'Italie 2017
Pour un article plus général, voir Tour d'Italie 2017.
La 16e étape du Tour d'Italie 2017 se déroule le mardi 23 mai 2017, entre Rovetta et Bormio sur une distance de 222 km.

## Résultats

### Classement de l'étape
| \| Classement de l'étape \| Classement de l'étape \| Classement de l'étape \| Classement de l'étape \| Classement de l'étape \| \| Coureur \| Coureur \| Pays \| Équipe \| Temps \| \| --------------------- \| --------------------- \| --------------------- \| --------------------- \| --------------------- \| \| 1er \| Vincenzo Nibali \| Italie \| Bahrain-Merida \| 6 h 24 min 22 s \| \| 2e \| Mikel Landa \| Espagne \| Team Sky \| + 0 s \| \| 3e \| Nairo Quintana \| Colombie \| Movistar Team \| + 12 s \| \| 4e \| Domenico Pozzovivo \| Italie \| AG2R La Mondiale \| + 24 s \| \| 5e \| Ilnur Zakarin \| Russie \| Katusha-Alpecin \| + 34 s \| \| 6e \| Davide Formolo \| Italie \| Cannondale-Drapac \| + 1 min 26 s \| \| 7e \| Bauke Mollema \| Pays-Bas \| Trek-Segafredo \| + 1 min 35 s \| \| 8e \| Bob Jungels \| Luxembourg \| Quick-Step Floors \| + 1 min 35 s \| \| 9e \| Adam Yates \| Royaume-Uni \| Orica-Scott \| + 1 min 35 s \| \| 10e \| Thibaut Pinot \| France \| FDJ \| + 1 min 35 s \| |                    |             |                   |                 |
| |                    |             |                   |                 |
| Source : ProCyclingStats |                    |             |                   |                 |
| Classement de l'étape |                    |             |                   |                 |
| Coureur | Coureur            | Pays        | Équipe            | Temps           |
| 1er | Vincenzo Nibali    | Italie      | Bahrain-Merida    | 6 h 24 min 22 s |
| 2e | Mikel Landa        | Espagne     | Team Sky          | + 0 s           |
| 3e | Nairo Quintana     | Colombie    | Movistar Team     | + 12 s          |
| 4e | Domenico Pozzovivo | Italie      | AG2R La Mondiale  | + 24 s          |
| 5e | Ilnur Zakarin      | Russie      | Katusha-Alpecin   | + 34 s          |
| 6e | Davide Formolo     | Italie      | Cannondale-Drapac | + 1 min 26 s    |
| 7e | Bauke Mollema      | Pays-Bas    | Trek-Segafredo    | + 1 min 35 s    |
| 8e | Bob Jungels        | Luxembourg  | Quick-Step Floors | + 1 min 35 s    |
| 9e | Adam Yates         | Royaume-Uni | Orica-Scott       | + 1 min 35 s    |
| 10e | Thibaut Pinot      | France      | FDJ               | + 1 min 35 s    |

### Points attribués
|   | Cycliste        | Nat        | Équipe          | Pts | Bonif |
| - | --------------- | ---------- | --------------- | --- | ----- |
| 1 | Daniele Bennati | Italie     | Movistar        | 8   | 3 s   |
| 2 | Chad Haga       | États-Unis | Sunweb          | 4   | 2 s   |
| 3 | Maxim Belkov    | Russie     | Katusha-Alpecin | 1   | 1 s   |

|   | Cycliste       | Nat     | Équipe         | Pts | Bonif |
| - | -------------- | ------- | -------------- | --- | ----- |
| 1 | Philip Deignan | Irlande | Sky            | 8   | 3 s   |
| 2 | Mikel Landa    | Espagne | Sky            | 4   | 2 s   |
| 3 | Igor Antón     | Espagne | Dimension Data | 1   | 1 s   |

| - Sprint final de Bormio (km 222) \| \| Cycliste \| Nat \| Équipe \| Points \| Bonif \| \| -- \| ------------------ \| ----------- \| ----------------- \| ------ \| ----- \| \| 1 \| Vincenzo Nibali \| Italie \| Bahrain-Merida \| 15 \| 10 s \| \| 2 \| Mikel Landa \| Espagne \| Sky \| 12 \| 6 s \| \| 3 \| Nairo Quintana \| Colombie \| Movistar \| 9 \| 4 s \| \| 4 \| Domenico Pozzovivo \| Italie \| AG2R La Mondiale \| 7 \| \| \| 5 \| Ilnur Zakarin \| Russie \| Katusha-Alpecin \| 6 \| \| \| 6 \| Davide Formolo \| Italie \| Cannondale-Drapac \| 5 \| \| \| 7 \| Bauke Mollema \| Pays-Bas \| Trek-Segafredo \| 4 \| \| \| 8 \| Bob Jungels \| Luxembourg \| Quick-Step Floors \| 3 \| \| \| 9 \| Steven Kruijswijk \| Pays-Bas \| Lotto NL-Jumbo \| 2 \| \| \| 10 \| Adam Yates \| Royaume-Uni \| Orica-Scott \| 1 \| \| |                    |             |                   |        |       |
| | Cycliste           | Nat         | Équipe            | Points | Bonif |
| 1 | Vincenzo Nibali    | Italie      | Bahrain-Merida    | 15     | 10 s  |
| 2 | Mikel Landa        | Espagne     | Sky               | 12     | 6 s   |
| 3 | Nairo Quintana     | Colombie    | Movistar          | 9      | 4 s   |
| 4 | Domenico Pozzovivo | Italie      | AG2R La Mondiale  | 7      |       |
| 5 | Ilnur Zakarin      | Russie      | Katusha-Alpecin   | 6      |       |
| 6 | Davide Formolo     | Italie      | Cannondale-Drapac | 5      |       |
| 7 | Bauke Mollema      | Pays-Bas    | Trek-Segafredo    | 4      |       |
| 8 | Bob Jungels        | Luxembourg  | Quick-Step Floors | 3      |       |
| 9 | Steven Kruijswijk  | Pays-Bas    | Lotto NL-Jumbo    | 2      |       |
| 10 | Adam Yates         | Royaume-Uni | Orica-Scott       | 1      |       |

### Cols et côtes
|   | Cycliste          | Pays       | Équipe            | Points |
| - | ----------------- | ---------- | ----------------- | ------ |
| 1 | Luis León Sánchez | Espagne    | Astana            | 70     |
| 2 | Omar Fraile       | Espagne    | Dimension Data    | 36     |
| 3 | Mikel Landa       | Espagne    | Sky               | 24     |
| 4 | Igor Antón        | Espagne    | Dimension Data    | 18     |
| 5 | Steven Kruijswijk | Pays-Bas   | Lotto NL-Jumbo    | 12     |
| 6 | Winner Anacona    | Colombie   | Movistar          | 8      |
| 7 | Laurens De Plus   | Belgique   | Quick-Step Floors | 4      |
| 8 | Andrey Amador     | Costa Rica | Movistar          | 2      |

|   | Cycliste          | Pays       | Équipe                | Points |
| - | ----------------- | ---------- | --------------------- | ------ |
| 1 | Mikel Landa       | Espagne    | Sky                   | 45     |
| 2 | Igor Antón        | Espagne    | Dimension Data        | 30     |
| 3 | Luis León Sánchez | Espagne    | Astana                | 20     |
| 4 | Steven Kruijswijk | Pays-Bas   | Lotto NL-Jumbo        | 14     |
| 5 | Jan Hirt          | Tchéquie   | CCC Sprandi Polkowice | 10     |
| 6 | Winner Anacona    | Colombie   | Movistar              | 6      |
| 7 | Philip Deignan    | Irlande    | Sky                   | 4      |
| 8 | Andrey Amador     | Costa Rica | Movistar              | 2      |
| 9 | Gorka Izagirre    | Espagne    | Movistar              | 1      |

| - Col de l'Umbrail, 1re catégorie (km 202,5) \| \| Cycliste \| Pays \| Équipe \| Points \| \| - \| ------------------ \| ---------- \| --------------------- \| ------ \| \| 1 \| Mikel Landa \| Espagne \| Sky \| 35 \| \| 2 \| Nairo Quintana \| Colombie \| Movistar \| 18 \| \| 3 \| Vincenzo Nibali \| Italie \| Bahrain-Merida \| 12 \| \| 4 \| Ilnur Zakarin \| Russie \| Katusha-Alpecin \| 9 \| \| 5 \| Domenico Pozzovivo \| Italie \| AG2R La Mondiale \| 6 \| \| 6 \| Jan Hirt \| Tchéquie \| CCC Sprandi Polkowice \| 4 \| \| 7 \| Thibaut Pinot \| France \| FDJ \| 2 \| \| 8 \| Bob Jungels \| Luxembourg \| Quick-Step Floors \| 1 \| |                    |            |                       |        |
| | Cycliste           | Pays       | Équipe                | Points |
| 1 | Mikel Landa        | Espagne    | Sky                   | 35     |
| 2 | Nairo Quintana     | Colombie   | Movistar              | 18     |
| 3 | Vincenzo Nibali    | Italie     | Bahrain-Merida        | 12     |
| 4 | Ilnur Zakarin      | Russie     | Katusha-Alpecin       | 9      |
| 5 | Domenico Pozzovivo | Italie     | AG2R La Mondiale      | 6      |
| 6 | Jan Hirt           | Tchéquie   | CCC Sprandi Polkowice | 4      |
| 7 | Thibaut Pinot      | France     | FDJ                   | 2      |
| 8 | Bob Jungels        | Luxembourg | Quick-Step Floors     | 1      |

## Classements à l'issue de l'étape

### Classement général
| \| Classement général \| Classement général \| Classement général \| Classement général \| Classement général \| \| Coureur \| Coureur \| Pays \| Équipe \| Temps \| \| ------------------ \| ------------------ \| ------------------ \| ------------------ \| ------------------ \| \| 1er \| Tom Dumoulin \| Pays-Bas \| Team Sunweb \| 70 h 14 min 48 s \| \| 2e \| Nairo Quintana \| Colombie \| Movistar Team \| + 31 s \| \| 3e \| Vincenzo Nibali \| Italie \| Bahrain-Merida \| + 1 min 12 s \| \| 4e \| Thibaut Pinot \| France \| FDJ \| + 2 min 38 s \| \| 5e \| Ilnur Zakarin \| Russie \| Katusha-Alpecin \| + 2 min 40 s \| \| 6e \| Domenico Pozzovivo \| Italie \| AG2R La Mondiale \| + 3 min 05 s \| \| 7e \| Bauke Mollema \| Pays-Bas \| Trek-Segafredo \| + 3 min 49 s \| \| 8e \| Bob Jungels \| Luxembourg \| Quick-Step Floors \| + 4 min 35 s \| \| 9e \| Steven Kruijswijk \| Pays-Bas \| LottoNL-Jumbo \| + 6 min 20 s \| \| 10e \| Adam Yates \| Royaume-Uni \| Orica-Scott \| + 7 min 00 s \| |                    |             |                   |                  |
| |                    |             |                   |                  |
| Source : ProCyclingStats |                    |             |                   |                  |
| Classement général |                    |             |                   |                  |
| Coureur | Coureur            | Pays        | Équipe            | Temps            |
| 1er | Tom Dumoulin       | Pays-Bas    | Team Sunweb       | 70 h 14 min 48 s |
| 2e | Nairo Quintana     | Colombie    | Movistar Team     | + 31 s           |
| 3e | Vincenzo Nibali    | Italie      | Bahrain-Merida    | + 1 min 12 s     |
| 4e | Thibaut Pinot      | France      | FDJ               | + 2 min 38 s     |
| 5e | Ilnur Zakarin      | Russie      | Katusha-Alpecin   | + 2 min 40 s     |
| 6e | Domenico Pozzovivo | Italie      | AG2R La Mondiale  | + 3 min 05 s     |
| 7e | Bauke Mollema      | Pays-Bas    | Trek-Segafredo    | + 3 min 49 s     |
| 8e | Bob Jungels        | Luxembourg  | Quick-Step Floors | + 4 min 35 s     |
| 9e | Steven Kruijswijk  | Pays-Bas    | LottoNL-Jumbo     | + 6 min 20 s     |
| 10e | Adam Yates         | Royaume-Uni | Orica-Scott       | + 7 min 00 s     |

### Classement du meilleur jeune
| Classement du meilleur jeune | Classement du meilleur jeune | Classement du meilleur jeune | Classement du meilleur jeune | Classement du meilleur jeune |
|                              | Coureur                      | Pays                         | Équipe                       | Temps                        |
| ---------------------------- | ---------------------------- | ---------------------------- | ---------------------------- | ---------------------------- |
| 1er                          | Bob Jungels                  | Luxembourg                   | Quick-Step Floors            | en 70 h 19 min 23 s          |
| 2e                           | Adam Yates                   | Royaume-Uni                  | Orica-Scott                  | + 2 min 25 s                 |
| 3e                           | Davide Formolo               | Italie                       | Cannondale-Drapac            | + 2 min 42 s                 |
| 4e                           | Jan Polanc                   | Slovénie                     | UAE Emirates                 | + 7 min 38 s                 |
| 5e                           | Simone Petilli               | Italie                       | UAE Emirates                 | + 24 min 32 s                |
| modifier                     |                              |                              |                              |                              |

### Classement aux points
| Classement par points | Classement par points | Classement par points | Classement par points         | Classement par points |
| Coureur               | Coureur               | Pays                  | Équipe                        | Points                |
| --------------------- | --------------------- | --------------------- | ----------------------------- | --------------------- |
| 1er                   | Fernando Gaviria      | Colombie              | Quick-Step Floors             | 325 pts               |
| 2e                    | Jasper Stuyven        | Belgique              | Trek-Segafredo                | 192 pts               |
| 3e                    | Sam Bennett           | Irlande               | Bora-Hansgrohe                | 117 pts               |
| 4e                    | Lukas Pöstlberger     | Autriche              | Bora-Hansgrohe                | 98 pts                |
| 5e                    | Daniel Teklehaimanot  | Érythrée              | Dimension Data                | 86 pts                |
| 6e                    | Kristian Sbaragli     | Italie                | Dimension Data                | 76 pts                |
| 7e                    | Eugert Zhupa          | Albanie               | Wilier Triestina-Selle Italia | 70 pts                |
| 8e                    | Roberto Ferrari       | Italie                | UAE Team Emirates             | 70 pts                |
| 9e                    | Silvan Dillier        | Suisse                | BMC Racing Team               | 68 pts                |
| 10e                   | Pavel Brutt           | Russie                | Gazprom-RusVelo               | 66 pts                |

### Classement du meilleur grimpeur
| Classement du meilleur grimpeur | Classement du meilleur grimpeur | Classement du meilleur grimpeur | Classement du meilleur grimpeur | Classement du meilleur grimpeur |
| ------------------------------- | ------------------------------- | ------------------------------- | ------------------------------- | ------------------------------- |
|                                 | Coureur                         | Pays                            | Équipe                          | Point(s)                        |
| 1er                             | Mikel Landa                     | Espagne                         | Sky                             | 124 points                      |
| 2e                              | Luis León Sánchez               | Espagne                         | Astana                          | 108 pts                         |
| 3e                              | Omar Fraile                     | Espagne                         | Dimension Data                  | 85 pts                          |
| 4e                              | Nairo Quintana                  | Colombie                        | Movistar                        | 62 pts                          |
| 5e                              | Igor Antón                      | Espagne                         | Dimension Data                  | 56 pts                          |
| modifier                        |                                 |                                 |                                 |                                 |

### Classements par équipes

#### Classement au temps
| Classement par équipes | Classement par équipes | Classement par équipes | Classement par équipes |
| Équipe                 | Équipe                 | Pays                   | Temps                  |
| ---------------------- | ---------------------- | ---------------------- | ---------------------- |
| 1re                    | Movistar Team          | Espagne                | 211 h 13 min 12 s      |
| 2e                     | Bahrain-Merida         | Bahreïn                | + 36 min 20 s          |
| 3e                     | UAE Team Emirates      | Émirats arabes unis    | + 39 min 37 s          |
| 4e                     | AG2R La Mondiale       | France                 | + 39 min 39 s          |
| 5e                     | FDJ                    | France                 | + 48 min 14 s          |
| 6e                     | Astana                 | Kazakhstan             | + 54 min 39 s          |
| 7e                     | Cannondale-Drapac      | États-Unis             | + 56 min 56 s          |
| 8e                     | Team Sunweb            | Allemagne              | + 1 h 08 min 57 s      |
| 9e                     | Trek-Segafredo         | États-Unis             | + 1 h 19 min 39 s      |
| 10e                    | BMC Racing Team        | États-Unis             | + 1 h 27 min 03 s      |

#### Classement aux points
| Classement par équipes aux points | Classement par équipes aux points | Classement par équipes aux points | Classement par équipes aux points |
| Équipe                            | Équipe                            | Pays                              | Points                            |
| --------------------------------- | --------------------------------- | --------------------------------- | --------------------------------- |
| 1re                               | Quick-Step Floors                 | Belgique                          | 457 pts                           |
| 2e                                | Bora-Hansgrohe                    | Allemagne                         | 289 pts                           |
| 3e                                | UAE Team Emirates                 | Émirats arabes unis               | 271 pts                           |
| 4e                                | Dimension Data                    | Afrique du Sud                    | 260 pts                           |
| 5e                                | Trek-Segafredo                    | États-Unis                        | 251 pts                           |
| 6e                                | Team Sunweb                       | Allemagne                         | 228 pts                           |
| 7e                                | Movistar Team                     | Espagne                           | 223 pts                           |
| 8e                                | Bahrain-Merida                    | Bahreïn                           | 198 pts                           |
| 9e                                | Orica-Scott                       | Australie                         | 188 pts                           |
| 10e                               | Sky                               | Royaume-Uni                       | 186 pts                           |

## Abandons
- 32 -  Vincenzo Albanese (Bardiani CSF) : Non partant
- 44 -  Ben Hermans (BMC Racing) : Abandon
- 82 -  William Bonnet (FDJ) : Non partant
- 102 -  Sean De Bie (Lotto-Soudal) : Abandon
- 114 -  Daniele Bennati (Movistar) : Abandon
- 122 -  Alexander Edmondson (Orica-Scott) : Non partant
- 145 -  Ryan Gibbons (Dimension Data) : Non partant
- 163 -  Victor Campenaerts (Lotto NL-Jumbo) : Abandon
- 173 -  Kenny Elissonde (Sky) : Abandon